# Oxyopes fallax
Oxyopes fallax là một loài nhện trong họ Oxyopidae.
Loài này thuộc chi Oxyopes. Oxyopes fallax được J. Denis miêu tả năm 1955.